# 614
Năm 614 là một năm trong lịch Julius. 